# 国際連合安全保障理事会決議の一覧 (501-600)
| 決議 | 日付           | 投票           | 備考                                                                   | 文書リンク                                   |
| --- | -------------- | -------------- | ---------------------------------------------------------------------- | -------------------------------------------- |
| 1982年安全保障理事会理事国 中国 フランス イギリス アメリカ合衆国 ソビエト連邦 ザイール スペイン ガイアナ アイルランド ヨルダン 日本 パナマ ポーランド トーゴ ウガンダ                                                       |                |                |                                                                        |                                              |
| 501 | 1982年2月25日  | 採択 13-0-2    | 国際連合レバノン暫定駐留軍の増員について                               | 原文 ウィキソース(英語)                      |
| 502 | 1982年4月3日   | 採択 10-1-4    | フォークランド紛争について                                             | 原文 ウィキソース(英語)                      |
| 503 | 1982年4月9日   | 全会一致       | 南アフリカで死刑判決を受けたアフリカ民族会議メンバーの減刑要請         | 原文 ウィキソース(英語)                      |
| 504 | 1982年4月30日  | 合意により採択 | チャドにおけるアフリカ統一機構の平和維持活動について                   | 原文 ウィキソース(英語)                      |
| 505 | 1982年5月26日  | 全会一致       | フォークランド紛争について                                             | 原文 ウィキソース(英語)                      |
| 506 | 1982年5月26日  | 全会一致       | 国際連合兵力引き離し監視軍の活動期限延長                               | 原文 ウィキソース(英語)                      |
| 507 | 1982年5月28日  | 全会一致       | セーシェルにおけるクーデター未遂事件について                           | 原文 ウィキソース(英語)                      |
| 508 | 1982年6月5日   | 全会一致       | レバノン内戦における、即時停戦要請                                     | 原文 ウィキソース(英語)                      |
| 509 | 1982年6月6日   | 全会一致       | イスラエルに対するレバノンからの撤退要請、当事者による国境での停戦要請 | 原文 ウィキソース(英語)                      |
| 510 | 1982年6月15日  | 全会一致       | 国際連合キプロス平和維持軍の活動期限延長                               | 原文 ウィキソース(英語)                      |
| 511 | 1982年6月18日  | 採択 13-0-2    | 国際連合レバノン暫定駐留軍の活動期限延長                               | 原文 ウィキソース(英語)                      |
| 512 | 1982年6月19日  | 全会一致       | レバノンでの人道支援要請                                               | 原文 ウィキソース(英語)                      |
| 513 | 1982年7月4日   | 全会一致       | レバノンでの人道支援要請                                               | 原文 ウィキソース(英語)                      |
| 514 | 1982年7月12日  | 全会一致       | イラン・イラク戦争の停戦、平和的解決要請                               | 原文 ウィキソース(英語)                      |
| 515 | 1982年7月29日  | 全会一致       | ベイルートを封鎖するイスラエルに対する封鎖解除要請                     | 原文 ウィキソース(英語)                      |
| 516 | 1982年8月1日   | 全会一致       | ベイルート周辺での停戦協定違反について                                 | 原文 ウィキソース(英語)                      |
| 517 | 1982年8月4日   | 採択 14-0-1    | レバノン撤退の決議に違反したイスラエルを批判                           | 原文 ウィキソース(英語)                      |
| 518 | 1982年8月12日  | 全会一致       | ベイルートの出入りを制限するイスラエルに対する封鎖解除要請             | 原文 ウィキソース(英語)                      |
| 519 | 1982年8月17日  | 採択 13-0-2    | 国際連合レバノン暫定駐留軍の活動期限延長                               | 原文 ウィキソース(英語)                      |
| 520 | 1982年9月17日  | 全会一致       | レバノン撤退の決議に違反したイスラエルを非難                           | 原文 ウィキソース(英語)                      |
| 521 | 1982年9月19日  | 全会一致       | ベイルートにおけるパレスチナ人虐殺を非難                               | 原文 ウィキソース(英語)                      |
| 522 | 1982年10月4日  | 全会一致       | イラン・イラク戦争の停戦、平和的解決要請                               | 原文 ウィキソース(英語)                      |
| 523 | 1982年10月18日 | 採択 13-0-2    | 国際連合レバノン暫定駐留軍の活動期限延長                               | 原文 ウィキソース(英語)                      |
| 524 | 1982年11月29日 | 全会一致       | 国際連合兵力引き離し監視軍の活動期限延長                               | 原文 ウィキソース(英語)                      |
| 525 | 1982年12月7日  | 全会一致       | 南アフリカで死刑判決を受けたアフリカ民族会議メンバーの減刑要請         | 原文 ウィキソース(英語)                      |
| 526 | 1982年12月14日 | 全会一致       | 国際連合キプロス平和維持軍の活動期限延長                               | 原文 ウィキソース(英語)                      |
| 527 | 1982年12月15日 | 全会一致       | 南アフリカによるレソト攻撃を非難                                       | 原文 ウィキソース(英語)                      |
| 528 | 1982年12月21日 | 合意により採択 | 国連の公用語にアラビア語を追加することについて                         | 原文 ウィキソース(英語)                      |
| 1982年安全保障理事会理事国 中国 フランス イギリス アメリカ合衆国 ソビエト連邦 ザイール スペイン ガイアナ アイルランド ヨルダン 日本 パナマ ポーランド トーゴ ウガンダ                                                       |                |                |                                                                        |                                              |
| 529 | 1983年1月18日  | 採択 13-0-2    | 国際連合レバノン暫定駐留軍の活動期限延長                               | 原文 ウィキソース(英語)                      |
| 530 | 1983年5月19日  | 全会一致       | ホンジュラスとニカラグア間の緊張について                               | 原文 ウィキソース(英語)                      |
| 531 | 1983年5月26日  | 全会一致       | 国際連合兵力引き離し監視軍の活動期限延長                               | 原文 ウィキソース(英語)                      |
| 532 | 1983年5月31日  | 全会一致       | ナミビアの占領を続ける南アフリカを非難                                 | 原文 ウィキソース(英語)                      |
| 533 | 1983年6月7日   | 全会一致       | 南アフリカで死刑判決を受けたアフリカ民族会議メンバーの減刑要請         | 原文 ウィキソース(英語)                      |
| 534 | 1983年6月15日  | 全会一致       | 国際連合キプロス平和維持軍の活動期限延長                               | 原文 ウィキソース(英語)                      |
| 535 | 1983年6月29日  | 全会一致       | 南アフリカ難民を受け入れるレソトを賞賛、支援                           | 原文 ウィキソース(英語)                      |
| 536 | 1983年7月18日  | 採択 13-0-2    | 国際連合レバノン暫定駐留軍の活動期限延長                               | 原文 ウィキソース(英語)                      |
| 537 | 1983年9月22日  | 全会一致       | セントクリストファー・ネイビスの加盟について                           | 原文 ウィキソース(英語) ウィキソース日本語訳 |
| 538 | 1983年10月18日 | 採択 13-0-2    | 国際連合レバノン暫定駐留軍の活動期限延長                               | 原文 ウィキソース(英語)                      |
| 539 | 1983年10月28日 | 採択 14-0-1    | ナミビアの占領を続ける南アフリカを非難                                 | 原文 ウィキソース(英語)                      |
| 540 | 1983年10月31日 | 採択 12-0-3    | イラン・イラク戦争について                                             | 原文 ウィキソース(英語)                      |
| 541 | 1983年11月18日 | 採択 13-1-1    | 北キプロスの独立について遺憾を表明し、撤回を要求                       | 原文 ウィキソース(英語)                      |
| 542 | 1983年11月23日 | 全会一致       | レバノン情勢について                                                   | 原文 ウィキソース(英語)                      |
| 543 | 1983年11月29日 | 全会一致       | 国際連合兵力引き離し監視軍の活動期限延長                               | 原文 ウィキソース(英語)                      |
| 544 | 1983年12月15日 | 全会一致       | 国際連合キプロス平和維持軍の活動期限延長                               | 原文 ウィキソース(英語)                      |
| 545 | 1983年12月20日 | 採択 14-0-1    | 南アフリカによるアンゴラ南部占領を非難                                 | 原文 ウィキソース(英語)                      |
| 1984年安全保障理事会理事国 · 中国 フランス イギリス アメリカ合衆国 ソビエト連邦 · ブルキナファソ エジプト インド マルタ ニカラグア オランダ パキスタン ペルー ウクライナ・ソビエト社会主義共和国 ジンバブエ                 |                |                |                                                                        |                                              |
| 546 | 1984年1月6日   | 採択 13-0-2    | 南アフリカによるアンゴラ攻撃を非難                                     | 原文 ウィキソース(英語)                      |
| 547 | 1984年1月13日  | 全会一致       | 南アフリカで死刑判決を受けたBenjamin Maloiseの減刑要請                 | 原文 ウィキソース(英語)                      |
| 548 | 1984年2月24日  | 全会一致       | ブルネイ・ダルサラームの加盟について                                   | 原文 ウィキソース(英語) ウィキソース日本語訳 |
| 549 | 1984年4月19日  | 採択 13-0-2    | 国際連合レバノン暫定駐留軍の活動期限延長                               | 原文 ウィキソース(英語)                      |
| 550 | 1984年5月11日  | 採択 13-1-1    | キプロスにおける分断主義者の行動について                               | 原文 ウィキソース(英語)                      |
| 551 | 1984年5月30日  | 全会一致       | 国際連合兵力引き離し監視軍の活動期限延長                               | 原文 ウィキソース(英語)                      |
| 552 | 1984年6月1日   | 採択 13-0-2    | クウェートやサウジアラビアへ行く商船をイランが攻撃したことについて     | 原文 ウィキソース(英語)                      |
| 553 | 1984年6月15日  | 全会一致       | 国際連合キプロス平和維持軍の活動期限延長                               | 原文 ウィキソース(英語)                      |
| 554 | 1984年8月17日  | 採択 13-0-2    | 南アフリカの新憲法と選挙について無効あり拒否すると宣言                 | 原文 ウィキソース(英語)                      |
| 555 | 1984年10月12日 | 採択 13-0-2    | 国際連合レバノン暫定駐留軍の活動期限延長                               | 原文 ウィキソース(英語)                      |
| 556 | 1984年10月23日 | 採択 14-0-1    | 南アフリカの反アパルトヘイト活動家弾圧を非難                           | 原文 ウィキソース(英語)                      |
| 557 | 1984年11月28日 | 全会一致       | 国際連合兵力引き離し監視軍の活動期限延長                               | 原文 ウィキソース(英語)                      |
| 558 | 1984年12月13日 | 全会一致       | 南アフリカからの武器輸入の自粛要請                                     | 原文 ウィキソース(英語)                      |
| 559 | 1984年12月14日 | 全会一致       | 国際連合キプロス平和維持軍の活動期限延長                               | 原文 ウィキソース(英語)                      |
| 1985年安全保障理事会理事国 · 中国 フランス イギリス アメリカ合衆国 ソビエト連邦 · オーストラリア ブルキナファソ デンマーク エジプト インド マダガスカル ペルー タイ トリニダード・トバゴ ウクライナ・ソビエト社会主義共和国 |                |                |                                                                        |                                              |
| 560 | 1985年3月12日  | 全会一致       | 南アフリカ政府による民衆弾圧を非難                                     | 原文 ウィキソース(英語)                      |
| 561 | 1985年4月17日  | 採択 13-0-2    | 国際連合レバノン暫定駐留軍の活動期限延長                               | 原文 ウィキソース(英語)                      |
| 562 | 1985年5月10日  | 項目別に採択   | ニカラグア・米国関係                                                   | 原文 ウィキソース(英語)                      |
| 563 | 1985年5月21日  | 全会一致       | 国際連合兵力引き離し監視軍の活動期限延長                               | 原文 ウィキソース(英語)                      |
| 564 | 1985年5月31日  | 全会一致       | レバノンの人道状況                                                     | 原文 ウィキソース(英語)                      |
| 565 | 1985年6月14日  | 全会一致       | 国際連合キプロス平和維持軍の活動期限延長                               | 原文 ウィキソース(英語)                      |
| 566 | 1985年6月19日  | 採択 13-0-2    | ナミビアの占領を続ける南アフリカを非難                                 | 原文 ウィキソース(英語)                      |
| 567 | 1985年6月20日  | 全会一致       | 南アフリカによるアンゴラ攻撃を非難                                     | 原文 ウィキソース(英語)                      |
| 568 | 1985年6月21日  | 全会一致       | 南アフリカによるボツワナ攻撃を非難                                     | 原文 ウィキソース(英語)                      |
| 569 | 1985年7月26日  | 採択 13-0-2    | 南アフリカ政府による民衆弾圧を非難。加盟国に新規投資の自粛などを要請   | 原文 ウィキソース(英語)                      |
| 570 | 1985年9月12日  | 全会一致       | 辞任により欠員となった国際司法裁判所判事を補充する選挙の期日決定       | 原文 ウィキソース(英語)                      |
| 571 | 1985年9月20日  | 全会一致       | 南アフリカによるアンゴラ攻撃を非難                                     | 原文 ウィキソース(英語)                      |
| 572 | 1985年9月30日  | 全会一致       | 南アフリカによるボツワナ攻撃を非難                                     | 原文 ウィキソース(英語)                      |
| 573 | 1985年10月4日  | 採択 14-0-1    | イスラエルによるチュニジア攻撃を非難                                   | 原文 ウィキソース(英語)                      |
| 574 | 1985年10月7日  | 全会一致       | 南アフリカによるアンゴラ攻撃を非難                                     | 原文 ウィキソース(英語)                      |
| 575 | 1985年10月17日 | 採択 13-0-2    | 国際連合レバノン暫定駐留軍の活動期限延長                               | 原文 ウィキソース(英語)                      |
| 576 | 1985年11月21日 | 全会一致       | 国際連合兵力引き離し監視軍の活動期限延長                               | 原文 ウィキソース(英語)                      |
| 577 | 1985年12月6日  | 全会一致       | 南アフリカによるアンゴラ攻撃を非難                                     | 原文 ウィキソース(英語)                      |
| 578 | 1985年12月12日 | 全会一致       | 国際連合キプロス平和維持軍の活動期限延長                               | 原文 ウィキソース(英語)                      |
| 579 | 1985年12月17日 | 全会一致       | 人質事件の増加について                                                 | 原文 ウィキソース(英語)                      |
| 580 | 1985年12月30日 | 全会一致       | 南アフリカによるレソト攻撃を非難                                       | 原文 ウィキソース(英語)                      |
| 1986年安全保障理事会理事国 · 中国 フランス イギリス アメリカ合衆国 ソビエト連邦 · オーストラリア ブルガリア コンゴ共和国 デンマーク ガーナ マダガスカル タイ トリニダード・トバゴ アラブ首長国連邦 ベネズエラ               |                |                |                                                                        |                                              |
| 581 | 1986年2月13日  | 採択 13-0-2    | 南アフリカによる周辺国に対する侵略行為を非難                           | 原文 ウィキソース(英語)                      |
| 582 | 1986年2月24日  | 全会一致       | イラン・イラク戦争について非難                                         | 原文 ウィキソース(英語)                      |
| 583 | 1986年4月18日  | 全会一致       | 国際連合レバノン暫定駐留軍の活動期限延長                               | 原文 ウィキソース(英語)                      |
| 584 | 1986年5月29日  | 全会一致       | 国際連合兵力引き離し監視軍の活動期限延長                               | 原文 ウィキソース(英語)                      |
| 585 | 1986年6月13日  | 全会一致       | 国際連合キプロス平和維持軍の活動期限延長                               | 原文 ウィキソース(英語)                      |
| 586 | 1986年7月18日  | 全会一致       | 国際連合レバノン暫定駐留軍の活動期限延長                               | 原文 ウィキソース(英語)                      |
| 587 | 1986年9月23日  | 採択 14-0-1    | 国際連合レバノン暫定駐留軍に対する攻撃を非難                           | 原文 ウィキソース(英語)                      |
| 588 | 1986年10月8日  | 全会一致       | イラン・イラク戦争について戦争終結を要請                               | 原文 ウィキソース(英語)                      |
| 589 | 1986年10月10日 | 全会一致       | ハビエル・ペレス・デ・クエヤル事務総長の任期延長について               | 原文 ウィキソース(英語)                      |
| 590 | 1986年11月26日 | 全会一致       | 国際連合兵力引き離し監視軍の活動期限延長                               | 原文 ウィキソース(英語)                      |
| 591 | 1986年11月28日 | 合意により採択 | 南アフリカに対する軍、航空関係の物資輸出の自粛を各国に要請             | 原文 ウィキソース(英語)                      |
| 592 | 1986年12月8日  | 採択 14-0-1    | パレスチナにおいてイスラエル軍が学生を殺害したことを非難               | 原文 ウィキソース(英語)                      |
| 593 | 1986年12月11日 | 全会一致       | 国際連合キプロス平和維持軍の活動期限延長                               | 原文 ウィキソース(英語)                      |
| 1987年安全保障理事会理事国 中国 フランス イギリス アメリカ合衆国 ソビエト連邦 アルゼンチン ブルガリア コンゴ共和国 西ドイツ ガーナ イタリア 日本 アラブ首長国連邦 ベネズエラ ザンビア                                       |                |                |                                                                        |                                              |
| 594 | 1987年1月15日  | 全会一致       | 国際連合レバノン暫定駐留軍の活動期限延長                               | 原文 ウィキソース(英語)                      |
| 595 | 1987年3月27日  | 全会一致       | 死去により欠員となった国際司法裁判所判事を補充する選挙の期日決定       | 原文 ウィキソース(英語)                      |
| 596 | 1987年5月29日  | 全会一致       | 国際連合兵力引き離し監視軍の活動期限延長                               | 原文 ウィキソース(英語)                      |
| 597 | 1987年6月12日  | 全会一致       | 国際連合キプロス平和維持軍の活動期限延長                               | 原文 ウィキソース(英語)                      |
| 598 | 1987年7月20日  | 全会一致       | イラン・イラク戦争について戦争終結を要請                               | 原文 ウィキソース(英語)                      |
| 599 | 1987年7月31日  | 全会一致       | 国際連合レバノン暫定駐留軍の活動期限延長                               | 原文 ウィキソース(英語)                      |
| 600 | 1987年10月19日 | 全会一致       | ナウルと国際司法裁判所について                                         | 原文 ウィキソース(英語)                      |